# Central hidroeléctrica La Florida
La central hidroeléctrica La Florida es una Central hidroeléctrica de pasada construida en 1908 al término del canal La Florida en la ciudad de Santiago de Chile. Tiene una potencia de 28,5 MW.

## Historia
En 1906 la Sociedad del Canal de Maipo (SCM), cuyo oficio es la administración de los canales de riego derivados del río Maipo, arrendó las aguas del canal La Florida a la empresa Compañía Alemana Transatlántica de Electricidad (CATE), hoy AES Gener, que construyó al término del canal la central hidroeléctrica La Florida. En 1909 fue la primera central que entregó electricidad a la ciudad de Santiago.
La central pasó a manos de CHILECTRA y en 1983 la SCM hizo uso de su derecho la primera opción de compra para adquirir la central.

## Características técnicas
El caudal utilizable es de 31 m³/s que son desviados desde el río Maipo en la bocatoma del canal San Carlos, (ubicada en el sector Las Vertientes de San José de Maipo) y conducidos por 5230 m en el cauce del San Carlos hasta la bocatoma de Puente Negro, situada en la localidad de Casas Viejas. En ese lugar, un desarenador extrae de las aguas arena y ripio que podrían entorpecer el proceso o dañar las máquinas. A partir de entonces comienza el canal La Florida con una longitud aproximada de 8,8 km hasta la cámara de carga donde entran a tubería de presión que baja abruptamente y las introduce a las turbinas.: 71 